# Cingula stewardsoni
Cingula stewardsoni är en snäckart som först beskrevs av Vanatta 1909.  Cingula stewardsoni ingår i släktet Cingula och familjen Rissoidae. Inga underarter finns listade i Catalogue of Life.